# Cratere Nuada
Nuada è un cratere sulla superficie di Callisto.